# Флаг Ямальского района
Флаг муниципального образования Яма́льский район Ямало-Ненецкого автономного округа Российской Федерации — опознавательно-правовой знак, служащий официальным символом муниципального образования.
Флаг утверждён 11 января 1999 года решением Собранием представителей Ямальского района № 39 и внесён в Государственный геральдический регистр Российской Федерации с присвоением регистрационного номера 414.

## Описание
Официальное описание флага, утверждённое решением Собранием представителей Ямальского района от 11 января 1999 года № 39, гласит:
«Флаг Ямальского района представляет собой прямоугольное двустороннее полотнище с отношением ширины к длине 2:3. Верхние 3/4 флага — белые, с изображение чёрной головы оленя с голубыми пламевидными рогами и золотыми глазами. 1/4 нижняя часть флага — голубая шиповидная, завершённая пятью голубыми рыбами с золотыми глазами, повторяющими контур шиповидной волны».
Союз геральдистов России (разработчики флага), приводит другое описание флага, утверждённое (по их данным) решением Собранием представителей Ямальского района от 28 декабря 1998 года № 39:
«Флаг Ямальского района представляет собой белое полотнище с отношением ширины к длине 2:3 с голубой волнистой оконечностью чёрная голова оленя, украшенная золотом и национальным орнаментом внизу. Рога оленя пламевидные, глаза — золотые. Нижняя часть флага завершена пятью голубыми рыбами с золотыми глазами, повторяющими контур волны».

## Обоснование символики
Изображение флага соответствует мотиву герба Ямальского района, где языком геральдических символов основной идеей стало совмещение национального оленеводства местного коренного населения (голова оленя с национальным орнаментом указывают на это) и разработкой крупнейших месторождений газа, с которыми неразрывно связаны становление и развитие района, что символизирует голубой пламевидный цвет рогов оленя.
Чёрный цвет в геральдике символизирует благоразумие, мудрость, скромность, честность и вечность бытия.
Золото — символ богатства природы.
Голубой цвет символ искренности, красоты и добродетели; символ неба, высоты и глубины. Голубая оконечность и рыбы показывают то, что Ямальский район расположен на берегах Северного Ледовитого океана и Обской губы, богатой рыбой.
Белый (серебряный) цвет полотнища говорит о бескрайних северных просторах Ямала. Серебро в геральдике символизирует совершенство, чистоту, мудрость, мир, благородство и благочестие.
Во флаге Ямальского района языком геральдических символов гармонично отражены история становления района, его природные особенности и богатства, а также основной профиль деятельности местного населения и национальный колорит.

## См. также

Флаги муниципальных образований Ямальского района
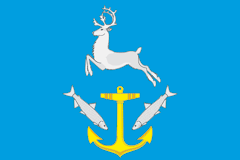
Флаг МО село Новый Порт